# Battle of the Year
Battle of the Year is een Amerikaanse dansfilm uit 2013. De film is gebaseerd op de documentaire Planet B-Boy uit 2007. De film maakte verlies in de bioscopen. Chris Brown was genomineerd voor een Razzie maar won niet.

## Rolverdeling
- Josh Holloway - Jason Blake
- Chris Brown - Rooster
- Josh Peck - Franklyn
- Laz Alonso - Dante Graham
- Caity Lotz - Stacy
- Demetrius Grosse - Scott